# جون كونينغهام (لاعب كرة قدم أسترالية)
جون كونينغهام (بالإنجليزية: John Cunningham)‏ هو لاعب كرة قدم أسترالية أسترالي، ولد في 19 فبراير 1974.

## وصلات خارجية
- جون كونينغهام على موقع AustralianFootball.com (الإنجليزية)
- جون كونينغهام على موقع AFLtables.com (الإنجليزية)